# Amalia Freud
Amalia Malka Nathansohn Freud (Brody, 18 agosto 1835 – Vienna, 12 settembre 1930) fu la terza moglie di Jacob Freud e madre di Sigmund Freud.

## Biografia
Nacque a Brody, Regno di Galizia e Lodomeria, e crebbe a Odessa, Governatorato di Cherson, luogo da dove proveniva sua madre (entrambe le città situate nell'Ucraina moderna dal 1939). Amalia partecipò attivamente alla rivoluzione del 1848, la cosiddetta rivoluzione ebraica per la libertà e la residenza.  
Giudicata una ragazza bella ed elegante, nel 1855 sposò Jacob Freud, di cui era 20 anni più giovane, mentre Jacob era al suo terzo matrimonio, dopo due vedovanze. La coppia ebbe cinque figlie femmine e tre maschi, di cui il primo fu Sigmund, nato un anno dopo il matrimonio, figlio che rimase il suo prediletto e per il quale usava il nomignolo di "il mio Sigi d'oro".
La coppia visse a Freiberg dopo il matrimonio e si trasferì a Vienna quando Jacob iniziò ad avere problemi politico-economici. Quando suo marito morì, Amalia si trasferì in un piccolo appartamento con sua figlia Dolfi (Adolfine). Amalia Freud morì di tubercolosi a Vienna all'età di 95 anni. Sigmund non partecipò al funerale della madre.
Non riuscì a dare al figlio l'affetto materno che i figli normalmente ricevono dalla loro madre. I biografi concordano sulle caratteristiche di una personalità forte, possessiva della famiglia, dominante e narcisista. Significativo un episodio narrato da suo nipote Martin, che ricorda che Amalia, provando un cappello nuovo, nonostante fosse ormai quasi novantenne urlò: non lo prendo, mi fa sembrare vecchia.
In una lettera all'amico W. Fliess, Freud spiega che l'idea del Complesso di Edipo gli venne perché "in [sé] stesso [ha] trovato l'innamoramento per la madre e la gelosia verso il padre" e questa teoria risente dei suoi sentimenti contrastanti verso la madre e il padre.
Dopo la morte di Amalia, il figlio Sigmund scriverà di essere stato soggetto a un sentimento apparentemente non conforme al lutto, si sentirà come sollevato, liberato dal pensiero che a sua madre potesse arrivare la notizia della morte del figlio e soddisfatto che infine la madre abbia meritato una fine giusta dopo una così lunga vita. Il figlio ricordava di una discussione avuta da ragazzo con sua madre a proposito della morte, durante la quale ella affermò "siamo tutti fatti di terra e quindi alla terra tutti dovremo tornare" e per dimostrare ciò, a seguito dei dubbi espressi da Sigmund, sfregò con energia le palme delle mani fra di loro, mostrando quindi i frammenti nerastri di pelle che si erano staccati.

## Figli
Amalia aveva 20 anni quando diede alla luce il primo figlio Sigmund (6 maggio 1856 - 23 settembre 1939) (di nome Sigismund Schlomo). 
Amalia ebbe altri sette figli (Julius, Anna, Rosa, Marie, Adolfine, Paula e Alexander), nati nel seguente ordine:
- Julius (aprile 1857 - dicembre 1857)
- Anna (31 dicembre 1858 - 11 marzo 1955)
- Regine Debora (Rosa) (21 marzo 1860 - deportata in Treblinka il 23 settembre 1942)
- Marie (Mitzi) (22 marzo 1861 - deportata a Treblinka il 23 settembre 1942)
- Esther Adolfine (Dolfi) (23 luglio 1862 - Theresienstadt 5 febbraio 1943)
- Pauline Regine (Pauli) (3 maggio 1864 - deportata a Treblinka il 23 settembre 1942)
- Alexander Gotthold Efraim (19 aprile 1866 - 23 aprile 1943)

## Carattere
Amalia era considerata dai suoi nipoti una personalità intelligente, volitiva, irascibile ma egoista. Ernest Jones la vedeva come vivace e divertente, con un forte attaccamento al figlio maggiore che lei chiamava "mein goldener Sigi".